# 阿比妥珠单抗
阿比妥珠单抗（INN：Abituzumab；开发代号：DI17E6），或译阿比珠单抗，是一种针对CD51的人源化IgG2单克隆抗体，目前由默克集团开发，旨在预防去势抵抗性前列腺癌的骨病变转移。

## 药理学

### 药代动力学
临床试验的早期结果表明，静脉注射阿比妥珠单抗至1500毫克时，并未出现严重的剂量依赖性不良反应。给药开始后一到两小时观察到最大血清浓度，Cmax随剂量成比例增加。血清半衰期也具有剂量依赖性，35毫克时半衰期为19.3小时，1500毫克时半衰期为246.1小时。阿比妥珠单抗的清除率开始稳定在250毫克，这可能表明一级消除动力学饱和。所有剂量的阿比妥珠单抗的分布体积保持恒定在4.1至5.9升之间，这表明组织中的分布最小。在19%的患者中观察到抗阿比妥珠单抗抗体，然而研究人员认为这些抗体的发展并没有改变阿比妥珠单抗的药代动力学特征。

## 专利
2009年12月14日，默克集团提交了一份专利申请，引用阿比妥珠单抗作为一种新型治疗和诊断工具，用于治疗肿瘤诱导的血管生成或其他血管生成相关疾病的患者。理想情况下，该疗法将针对细胞增殖和血管生成相关基因表达发生改变的患者。

## 研究

### 随机I/II期POSEIDON试验
这项多阶段试验旨在进一步评估I期试验部分中阿比妥珠单抗与西妥昔单抗和伊立替康联合治疗的耐受性安全性。西妥昔单抗（一种针对表皮生长因子受体的单克隆抗体）和伊立替康（一种拓扑异构酶I抑制剂）可联合使用，作为治疗结直肠癌的标准治疗方法。该试验的II期部分旨在比较阿比妥珠单抗、西妥昔单抗和伊立替康与西妥昔单抗和伊立替康在KRAS（外显子2）野生型转移性结直肠癌患者中的疗效。研究中纳入的患者接受奥沙利铂治疗失败，最初的安全性研究包括将阿比妥珠单抗、西妥昔单抗和伊立替康与标准护理进行比较。I期研究表明，阿比妥珠单抗、西妥昔单抗和伊立替康剂量高达1000毫克的耐受性良好。II期结果显示，未达到无进展生存期的主要终点，但与标准护理相比，接受阿比妥珠单抗治疗的患者的总生存期有所改善。研究人员推测，这可能是由于肿瘤中αvβ6整合素表达增加所致。

### 随机II期PERSEUS试验
基于I期试验的积极结果，进行了另一项II期临床试验，研究阿比妥珠单抗延长转移性去势抵抗性前列腺癌（mCRPC）无进展生存期的能力。该试验每三周使用阿比妥珠单抗与黄体生成素拮抗剂/激动剂联合治疗，对患有mCRPC的确诊骨病变患者进行治疗。在这项研究中，研究人员没有看到前列腺癌的整体改善，但他们确实观察到与骨病变相关的部分反应。然而，需要进一步研究以确定阿比珠单抗治疗mCRPC骨病变的疗效。